# Batalla de Shostka
La Batalla de Shostka fue un enfrentamiento militar en la ciudad de Shostka entre las Fuerzas Armadas de Rusia y las Fuerzas Armadas de Ucrania. Comenzó el 24 de febrero de 2022 durante la invasión rusa en curso de Ucrania (2022).

## Batalla
El 24 de febrero, Rusia lanzó ataques aéreos en Shostka. Más tarde ese día, las tropas rusas entraron en Shostka y hubo combates reportados en las calles por los residentes de Shostka.
El 14 de marzo, misiles rusos bombardearon empresas en la ciudad.
El 19 de marzo se informó de que los combates se intensificaron. El 20 de marzo, las fuerzas rusas informaron que Shotska estaba bajo su control.